# Наручники

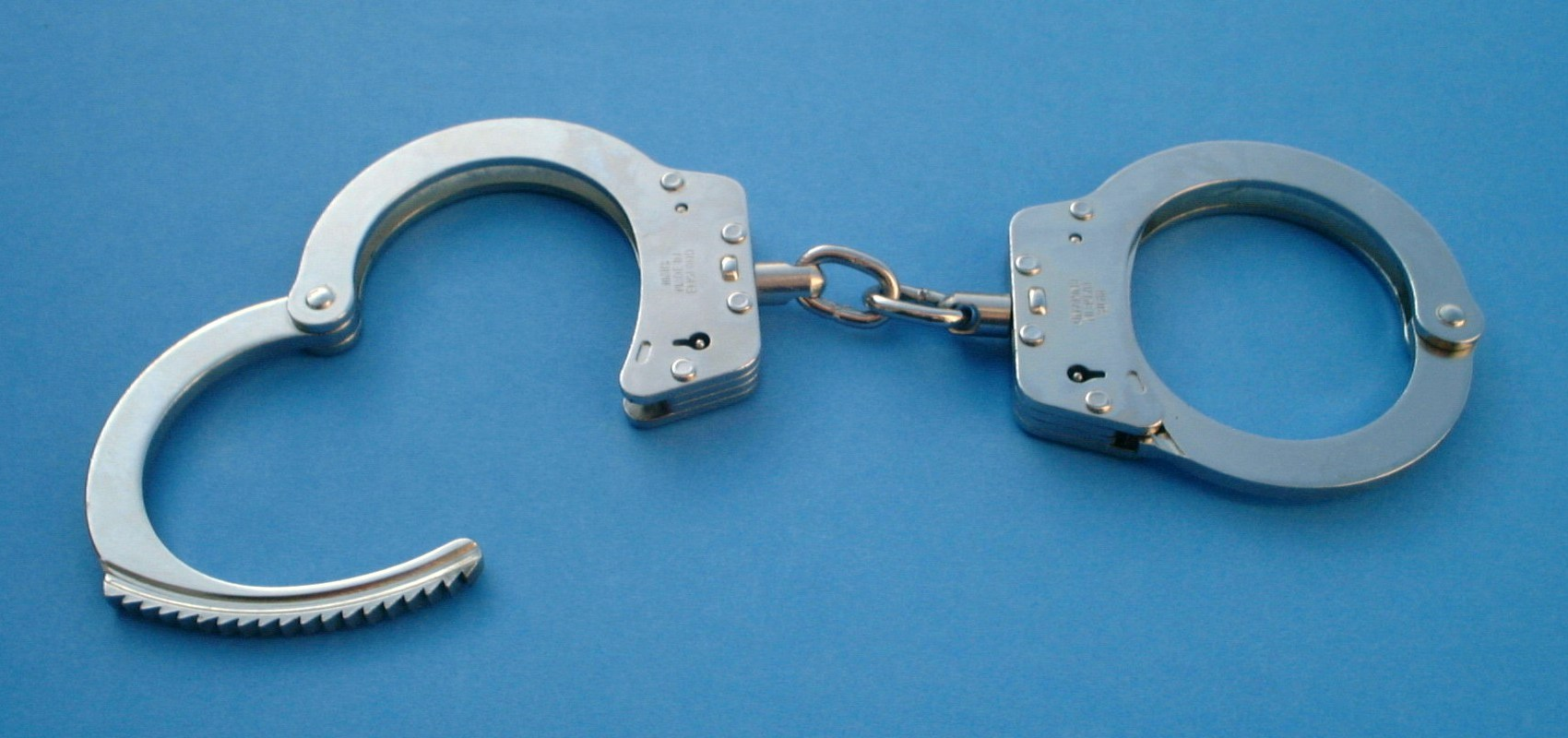
Современные классические наручники (Hiatt 2010, 1990-е годы).

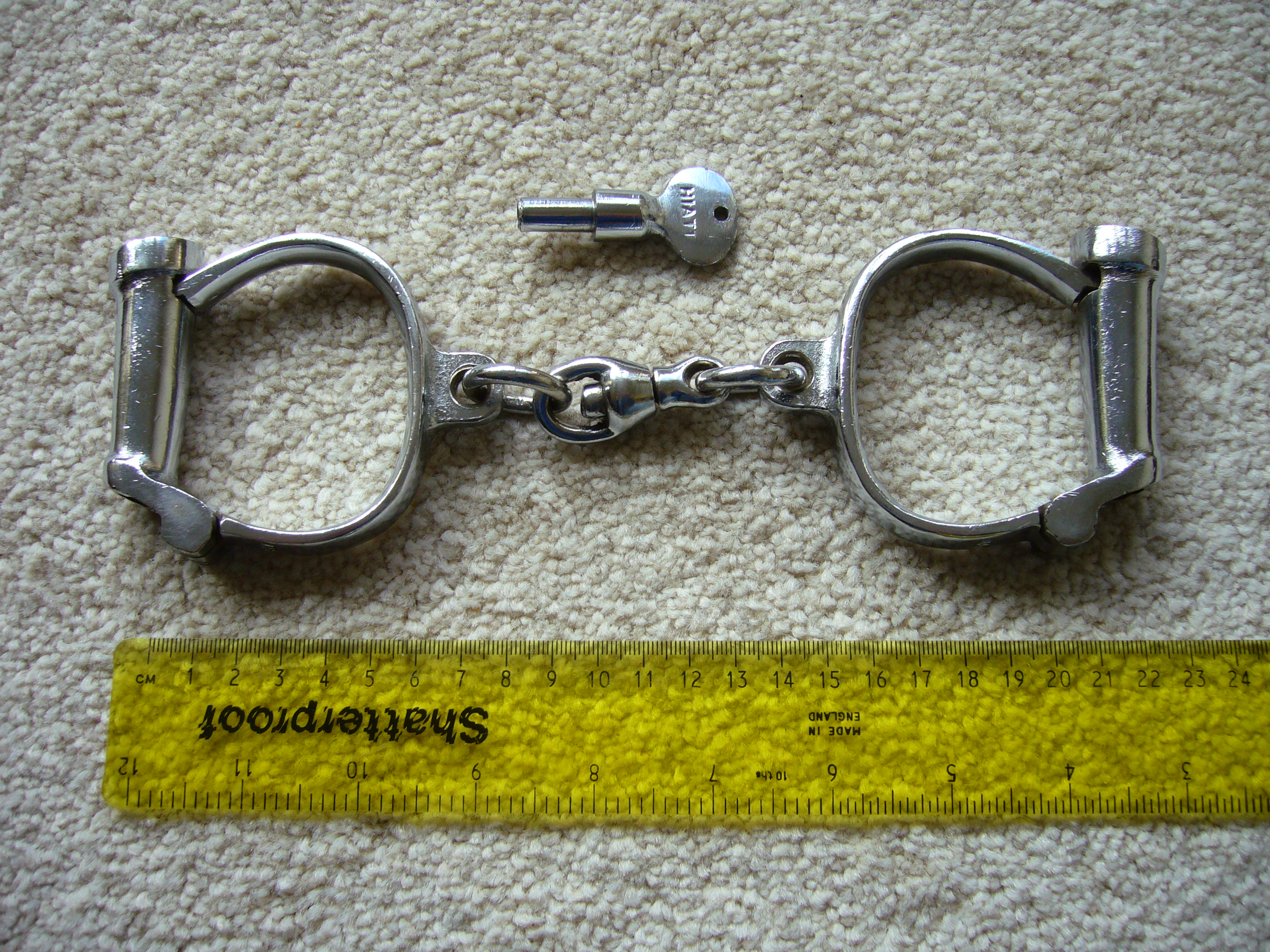
Наручники «старого» типа (Hiatt 104 «Darby», 1950-е годы).

Нару́чники — устройство в виде двух закрывающихся на ключ  металлических браслетов, как правило соединённых между собой небольшой цепочкой. Используется, как правило, силовыми структурами государства (армия, полиция, спецслужбы) либо выполняющими аналогичные функции негосударственными организациями для ограничения свободы действий человека посредством сковывания его рук. Поэтому подвергшийся применению устройства часто называется закованным [в наручники].
Наручники надеваются на кисти рук и в той или иной степени лишают закованного свободы движений. Развитие конструкций наручников очень своеобразное, и связано прежде всего с уровнем металлообработки (как основной материал изготовления наручников). Также в конструкции наручников прослеживается и национальная особенность государства-изготовителя.
Аналогичным приспособлением, предназначенным для сковывания ног, являются наножники.

## История наручников

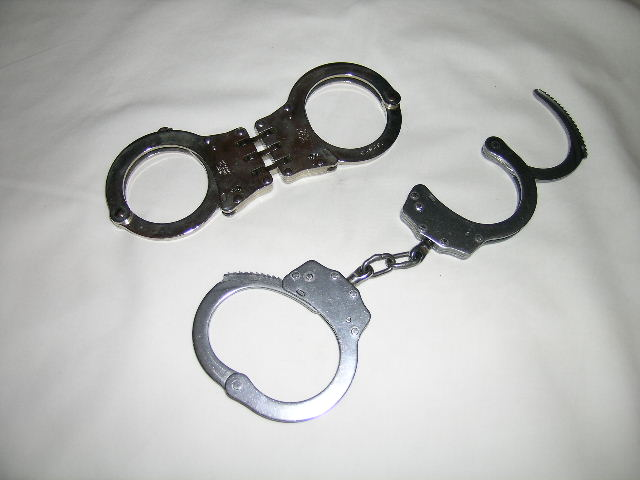
Шарнирное и цепочечное соединение браслетов.

Наручники ведут своё происхождение от ручных кандалов. Кандалы с замками, применявшиеся для временного сковывания узников, известны с античности. В средневековой Европе достаточно распространились к XIV веку.

### Первые наручники (Darby и их производные)
Начиная с XVI в., появляются серийные изделия. Первые настоящие наручники со встроенным в браслет замком начинают производиться в Великобритании  с 1780 года и известны под названием Darby. Наручники защёлкиваются без применения ключа, в то же время для открытия требуется винтовой ключ, который ввинчивается в замок по часовой стрелке, а внутри поворачивается против, что приводит к отжиму пружины замка, удерживающей дугу, и размыканию браслета.
Браслеты таких наручников первоначально не изменялись по размеру, поэтому в силу необходимости точного охвата рук закованных изготавливалось несколько вариантов устройств, ориентированных на разные величины запястий: от наибольшего размера, применявшегося в отношении крупных мужчин, до наименьшего, рассчитанного на малолетних правонарушителей. Выпускалось три типоразмера наручников - женские, "нормальные" и для крупных рук. В наибольшем количестве сохранились до начала исследований средств сковывания (конец XX в.) наиболее крупные размеры, также существенно различающиеся между собой. Цепь наручников состояла из 2—5 звеньев, что было оптимально для конвоирования арестованных. В конце XIX века появилась модификация наручников с браслетами настраиваемого размера.
В Великобритании использование Darby продолжалось и много лет спустя после появления более совершенных наручников, до 50-х гг. XX в. Darby до сих пор выпускаются в Пакистане и популярны как у коллекционеров, так и у любителей ролевых любовных игр, благодаря своей меньшей травматичности, по сравнению с современными моделями.
В 1862 году Американцу Адамсу удалось решить проблему с размерами браслетов - он запатентовал первые наручники с храповым механизмом, диаметр дужек которых можно было легко регулировать просто защелкивая браслет. Конструкция замка тоже была переработана, он стал намного компактнее. Наручники Адамса выпускались, но особой популярности в США не обрели. В 1865 году Джон Тауэр получил патент на наручники Адамса, и после доработки конструкции замка выпустил собственную модель под брендом Tower.

### Наручники с полным оборотом дужки
Следует различать современные наручники и «старинные» — до 1912 года. Это условное деление. В 1912 году американским инженером Джоном Карни была запатентована конструкция, которая сейчас является основной и применяется подавляющим большинством производителей. Однако до настоящего времени выпускаются и некоторые старинные модели наручников. Например, в Пакистане и Индии они стоят на оснащении полиции.
Отличие современных наручников — проворачивающаяся на 360 градусов подвижная дужка. Наручники получаются всегда готовыми к использованию, в отличие от старинных моделей, которые, будучи «пустыми», из закрытого состояния открывались лишь с помощью ключа (что было не очень быстро). Современные же наручники можно надевать, открывая их надавливанием на подвижную дужку; когда она полностью пройдёт замок, наручники окажутся в раскрытом состоянии. Это свойство сделало надевание наручников лёгкой и быстрой процедурой для применяющих, что привело к расширению применения этих средств до уровня, когда перед любым конвоированием узник может быть закован в наручники.
Изготовление наручников производится путём сборки штампованных элементов, в отличие от «штучных» кованых изделий более раннего периода. В 1914 году появился первый образец современных наручников американской фирмы Peerless. По заказу этой компании они были изготовлены на заводе фирмы Smith and Wesson в Спрингфилде (Массачусетс, США).
В течение 20 лет наручники с полным оборотом дужки распространились по западным странам, появилось множество производителей. Конструкция наручников претерпела некоторые изменения: цепь стала двузвенной, стала крепиться к вертлюгам, шарнирам, свободно вращающимся в браслете, появился фиксатор, повысивший надёжность наручников от вскрытия. Примерно к 1932 г. конструкция стандартизировалась де-факто. Во второй половине 1930-х наручники "современного типа" начинают производиться в СССР (до этого, в царской России, начиная, примерно с 1890х годов выпускались наручники, представлявшие копию английских наручников Darby ). С некоторыми отклонениями соответствовали мировому стандарту. Достаточно массово распространились в советской милиции к началу 50-х.
С тем же самым принципом действия стали выпускаться наножники, с увеличенными браслетами под ноги и удлинённой цепью, позволяющей арестованному ходить укороченными шагами, и их комбинации с наручниками (транспортные цепи).

## Классификация по телесному расположению области применения
Наручники бывают обычные, пальцевые и локтевые. Последние практически не используются ввиду сложности применения и травматичности. Различаются наручники в этой классификации, в основном, размером браслетов.

### Обычные наручники (оперативные)
Главным свойством оперативных наручников является быстрота и простота их применения по правонарушителю оперативником в ущерб взломостойкости (для чего предназначены конвойные наручники). Оперативные наручники представляют собой два браслета, соединенных собой короткой цепочкой, что представляет собой (в отличие от шарнирных наручников) конструкцию наиболее удобную для надевания на активно сопротивляющегося правонарушителя.

### Конвойные наручники (шарнирные)
В отличие от оперативных наручников, у которых одним из главных качеств является удобство и быстрота их надевания полисменом на правонарушителя, у конвойных упор сделан на усложнение их несанкционированного вскрытия, ценой быстроты надевания. Это достигается за счет того, что браслеты соединены вместо цепочки жестким шарниром и могут поворачиваться только в одной плоскости, либо вообще не имеют шарнира. Замочные скважины конвойных наручников всегда располагаются с одной стороны браслетов, что позволяет, при надевании их замочной скважиной к локтям, благодаря наличию шарнира исключить возможность их самостоятельного открытия даже при наличии у закованного ключа в руках. Кроме того в  браслетах может быть предусмотрено наличие углублений, в которые попадают подручные предметы, используемые для открытия, что лишает таковые предметы действенности, но усложняет конструкцию браслета и повышает стоимость изготовления, как  наличие специальных ключей повышенной секретности (как у модели Smith & Wesson M104), что исключает открытие их стандартным ключом.
Кроме того в США, для перевозки заключенных выпускаются наручники (Peerless 7002с) в виде цепи, застегиваемой вокруг талии, к которой крепятся отдельные браслеты для рук, так, чтобы они располагались с правого и с левого бока. Считается, что такое положение рук естественно и более удобно для заключенного. Кроме того оно исключает, даже имея в руке ключ возможность дотянуться, чтобы открыть браслет с противоположной стороны.

### Наручники для пальцев
Пальцевые наручники (напальчники, напалечники) — специальный подвид наручников, который надевают на большие пальцы рук арестованного, что затрудняет ему, например, попытки открыть обычные наручники. Получили некоторое распространение в 1990-х — 2000-х гг. в связи со своей компактностью и лёгкостью. В то же время их применение в оперативных условиях сложнее, в отсутствие обычных наручников не достигает цели достаточной фиксации рук, а при наличии является излишеством. В то же время устройству свойственна повышенная травматичность в связи с неопределённостью степени сжатия пальца, исключающей самовольное снятие спецсредств. Также строение суставов немалого количества людей, особенно женщин, позволяет стаскивать с себя напалечники, даже достаточно туго затянутые. По этим причинам использование пальцевых наручников почти сошло на нет; с целью затруднения доступа арестованного к замкам обычных наручников применяются другие средства. Соединение между браслетами, как правило, жёсткое. В США напалечники формально отнесены к негуманным средствам ограничения подвижности и их вывоз за пределы США запрещен, хотя их использование на территории США не ограничено. Как правило, благодаря своим компактным размерам, используются в настоящее время только сотрудниками в штатском, которым затруднительно носить при себе полноразмерные наручники.

### Наручники для ног (полицейские кандалы)
Наручники для ног (наножники, полицейские кандалы) — формально являются разновидностью кандалов, но конструктивно представляют собой увеличенные в размерах наручники, с цепью между браслетами от 40 до 60 см. Позволяют комфортно ходить, но длины цепи недостаточно для того, чтобы убежать или для того, чтобы кого-либо ударить ногой. Широко применяются в США. Существуют модификации, соединенные цепью с наручниками (например Smith & Wesson M1850 Transport Restraint Chains), которые не ограничивают подвижность рук, когда человек сидит, но не позволяют поднять руки выше пояса, когда человек стоит, делая невозможным совершить удушающий прием или ударить по голове скованными руками (что не исключается в обычных наручниках, надетых спереди). В основном такие модели наручников совмещенных с кандалами применяются, главным образом в США, при конвоировании. В ряде стран, например в ЮАР и Таиланде полицейские кандалы могут применяться и самостоятельно (заковываются только ноги, руки остаются свободными).

### Одноразовые пластиковые наручники (стяжки)
Своему появлению пластиковые наручники обязаны бунту афроамериканцев в Лос-Анджелесе в 1992 году. После того, как суд оправдал полицейских, избивших чернокожего, на улицы города вышли десятки тысяч афроамериканцев. Массовый бунт стал для местной полиции серьёзным испытанием, и когда наручники закончились, в ход пошли подручные средства, в том числе одноразовые пластиковые стяжки для проводов. Находка была настолько удачной, что сегодня выпускаются сотни видов пластиковых наручников и в отличие от обычных кабельных стяжек разорвать их сильным рывком невозможно. Прочность вулканизированного материала составляет 150 кг на разрыв. Кроме того, пластиковые наручники, соответствующие американскому стандарту, крайне проблематично разрезать ножом, для этого требуются кусачки или бокорезы. Современные одноразовые пластиковые наручники, в отличие от кабельной стяжки имеют не одну, а две петли для рук, что позволяет затягивать их на запястьях относительно свободно, не боясь, что в результате сильного пережатия запястий возникнут негативные последствия для здоровья связываемого. Некоторые пластиковые наручники имеют конструкцию застёжки, позволяющую открыть их стандартным полицейским ключом (например, китайские Anhua PHC-5A), таким образом становится возможным менять степень затяжки браслета или использовать их несколько раз.

## Классификация по способу соединения ручных колец
Различие современных наручников: по способу соединения браслетов между собой (жёсткостью, ограничением, невозможностью самоосвобождения):
- Цепь (англ. chain). Самые распространённые, причиняют минимальные неудобства при ношении на руках, в большинстве моделей используется два звена цепи (БРС-1, БРС-2, БКС–1 или «Нежность»), но встречается и иное: в российских наручниках КРАБ, КРОТ (БР-1КФ) — 3 звена, новые модели БКС-1, выпущенные после предположительно 2018, а также «Ажур» — одно звено. С помощью ключа снимаются с собственных рук. Так же распространено мнение, что могут быть легко раскрыты и подручными средствами, в том числе и тем, на кого надеты.
- Шарнир (англ. hinged) более редкие экземпляры, «жёсткие», различного исполнения шарнир между браслетами даёт возможность только складывать наручники, но исключает вращательные движения вокруг оси, соединяющей браслеты. Серьёзно ограничивают подвижность рук. Примерами являются БОС «нежность», БРС-3. Снять уже проблематично, если замочные скважины с одной стороны. Такое расположение замочных скважин у новых моделей БОС и у части БРС-3 (выпускаются как с зеркальными, так и незеркальными браслетами). В последнее время наметилась тенденция сознательного изготовления наручников с замочными скважинами с обеих сторон (все модели американской фирмы ASP, новые модели английской фирмы TCH, немецкие Bonowi Trilock). Хотя это принципиально снижает сложность самостоятельного снятия наручников, но, по утверждению фирм-производителей, упрощает снятие наручников полицейскими, так как замочная скважина всегда направлена вверх.
- Жёсткое соединение (без шарнира). Браслеты жёстко закреплены между собой полосой металла (или другого материала). Выпускаются специальные накладки на цепочные наручники, которые превращают наручники в бесшарнирные. Ещё более серьёзное ограничение, возможно только вращательное движение пары рук в плоскости наручников, даже сгибание рук в локтях проблематично. Являются современным аналогом колодок. Наручники такого типа малое распространение получили, в основном, из-за того, что из-за невозможности складывать их, занимают много места, в частности, их сложно переносить на поясе. Наручники такой конструкции преимущественно используются силовыми структурами Великобритании, причем рекомендованное положение рук — навстречу как в положении спереди, так и за спиной.
- Непосредственное. Браслеты не имеют какого-либо промежутка между собой, в некоторых моделях просто переходят один в другой, имея даже неполную перемычку между собой. Создают самое жёсткое ограничение для помещённого в них лица. Практически никакие движения одной из рук невозможны, достаточно быстро руки затекают. Как правило имеют единый замок, сразу запирающий оба наручника. Одним из вариантов создания подобной степени ограничения является помещение обоих рук задержанного в один браслет наручников или наножников. Применение такого вида ограничений граничит с нарушением прав человека и должно быть строго ограничено по времени.

## Особенности ключа
В большинстве своём иностранные наручники, главным образом англо-американские наручники, открываются «стандартным ключом», в отличие от российских, а также некоторых немецких и французских моделей. В российских моделях, по разным причинам технологического характера, ключ изготавливается не методом литья, а штамповкой, пайкой, токарно-фрезерной обработкой. Несмотря на внешнюю схожесть ключей от испанских и южно-корейских наручников с их англо-американскими аналогами, использование «неродных» ключей может привести к полному блокированию ключа в замке с последующей невозможностью неразрушающего открывания наручников.

## Цели и условия применения наручников
Целью применения наручников является ограничение свободы человека, необходимое для безопасного проведения предписанных законом процедур без возможных отклонений и затягиваний, вызванных поведением лишённого свободы гражданина. Устройство уменьшает вероятность побега, способствует предотвращению нападения на окружающих, снижает риск причинения вреда себе, в том числе самоубийства, и иным людям, пресекает совершение дальнейших правонарушений. В определённой степени наручники выполняют функцию визуального выделения человека как задержанного, что создает сложности для побега в местах, где легко смешаться с толпой. Причем в ряде случаев эта функция наручников является наиболее важной.
Наручники применяются в следующих случаях:
- при доставлении гражданина в полицию,
- при задержании,
- при охране и конвоировании задержанных людей,
- при охране и конвоировании подвергнутых административному аресту лиц,
- при конвоировании и сопровождении арестованных в рамках уголовного процесса вне мест содержания,
- при доставлении осуждённых к лишению свободы к месту отбывания наказания.

Также наручники надеваются на лиц всех категорий, находящихся под стражей, при перевозке в непредназначенном для этой цели транспорте, посещении гражданских учреждений, например, медицинских, нахождении на улице (вне помещений).
Наручники применяются при пресечении преступлений или правонарушений, для захвата лица, застигнутого с поличным или на месте преступления (правонарушения), а также в случае, если задерживаемый пытается оказать сопротивление или сбежать. Также наручники надевают тем задержанным и арестованным, в отношении которых есть основания полагать, что они могут совершить нападение, причинить вред окружающими или себе или уже совершившим данные деяния.

## Категории людей, в отношении которых применяются наручники
Наручники надевают задержанным, арестованным, осуждённым к лишению свободы, а также лицам, имеющим объективные следы совершения ими преступлений, а также к буйным больным психоневрологического спектра (в отсутствие специфических средств ограничения). Следует иметь в виду, что в разных странах условия применения наручников сильно различаются. Так, например, в США, Канаде наручники надеваются, как правило, в положении за спиной на любого задержанного независимо от пола, возраста и тяжести правонарушения. Также там допускается неоднозначная практика использование наручников на лицах, которым не предъявляется никаких обвинений при проведении расследования для предотвращения их неконтролируемого поведения.

## Надевание наручников

### Способы
Наручники надевают, как правило, на обе руки одному человеку. Реже применяется способ надевания одного браслета одному человеку, другого — другому; этот способ применяется для фиксации двух задержанных, либо сотрудник силового ведомства пристёгивается к конвоируемому в случае необходимости дополнительного контроля его. Также задержанный может наручниками пристёгиваться к какому либо неподвижному предмету.
Одному человеку наручники могут быть надеты, фиксируя руки либо спереди, либо за спиной. Первый способ меньше ограничивает закованного, что в ряде случаев недостаточно обеспечивает безопасность. Второй способ способствует более строгому ограничению, однако доставляет дополнительные неудобства подвергшемуся применению: в связи с меньшей подвижностью рук в этом положении они затекают. Закрепление же наручников спереди побочных эффектов не имеет, однако, целей применения, как правило достигает, так как снижает, например, скорость бега в случае возможной попытки побега.
Наручники без свободного проворота крепления соединения к браслетам вокруг оси (шарнирные или с жёстким соединением) могут надеваться на руки в однонаправленном и противоположном направлении. Фиксация в противоход более жёсткая, способствующая быстрой утомляемости закованного.
Если наручники настолько плотно сидят на запястье, что закованный не может провернуть внутри браслета руку, то средства ограничения движений можно надеть в положении ладонями вместе, ладонями наружу и ладонями в одном направлении. Первый способ наиболее удобен при ношении, второй — наиболее безопасен.
Наручники можно надеть замочной скважиной по направлению к локтям и ею же по направлению к пальцам (неактуально для устройств со сквозным отмыкающим отверстием). Второй способ безопаснее, так как закованному сложнее добраться до замочной скважины ключом или подручными отмычками, к тому же при этом способе сотрудникам силовых структур проще снять наручники с задержанного или арестованного при необходимости.

### Процесс надевания
Перед надеванием наручников следует убедиться, что они не стоят на стопоре (не активирован фиксатор) и при необходимости исправить эту ситуацию. Далее применяющий достаёт наручники и берёт их одной рукой. Человеку, которого будут ограничивать описываемым в статье средством, подаётся команда «Руки!» или «Протянуть руки!», желательно также приказать ему сцепить пальцы в замок. При выполнении команды задерживаемый вытягивает руки, соединяя их, а надевающий, стоя сбоку от него, подносит браслет к его ближней руке подвижной дужкой к запястью и, резко, но без удара, надавливает на него ею, сначала браслет раскрывается, неподвижная часть наручников надевается на запястье, а потом по инерции подвижная дужка продолжая круговое движение, снова входит в замок на сколько угодно позиций, замыкая браслет на указанной области руки. Убедившись, что дужка закреплена в замке, следует повторить то же самое со второй рукой задерживаемого. В случае если дужка не вошла в замок, то следует дослать её вручную. Надев браслеты, следует подтянуть их по размеру запястий подвергающегося применению ограничителя: браслеты должны сидеть на них плотно, но не пережимать их. Степень сжатия ручных колец может быть проверена, просовывается ли под браслет мизинец, и в случае отрицательного результата нужно ослабить браслеты. После чего следует активировать фиксатор, чтобы исключить дальнейшее сжатие и усложнить вскрытие средства ограничения движений. Производится проверка фиксатора сдавливанием браслетов и, если движения нет, процедура надевания наручников завершена: задержанный закован.
Надевание наручников ударом по запястью нежелательно, так как может привести к травмам, вплоть до перелома кости.
Также наручники могут надеваться с предварительно раскрытыми браслетами. В этом случае рука помещается в неподвижную часть наручников, а подвижная дужка, будучи нажатой, досылается в замок на необходимый уровень.
Описанный процесс надевания наручников относится к применению спецсредства в отношении уже задержанных и арестованных лиц, находящихся под контролем государственных органов или в отношении лиц, не сопротивляющихся и сотрудничающих (выполняющих распоряжения) с ними. В случае задержания лица, в отношении которого есть основания полагать противоположное поведение, данного человека ставят в неудобное положение, например, он должен наклониться к стене, стоя лицом к ней в шаге от неё, от него требуют завести руки за спину, сцепив в замок, после чего производится собственно заковывание резким надавливанием дужек поднесённых браслетов на запястья. В другом варианте у задерживаемого берут одну руку и заводят за спину, надевают на неё браслет, затем заводят другую и повторяют те же действия.

### Снятие наручников
Снятие наручников выполняется ключом. Сначала следует снять стопор (деактивировать фиксатор), в некоторых случаях для этого используется дополнительный ключ, но в большинстве моделей штатным ключом для данной модели следует повернуть в противоположную открытию сторону из исходного положения, а затем повернуть уже в сторону открытия. Это приведёт к сжатию пружины замка, его собачка перестанет цеплять зубья подвижной дужки, и она выйдет из замка раскрывая браслет, после чего тот снимается с запястья. После повторения процедуры с другой рукой подвергнутый применению наручников освобождается от них (по аналогии с заковыванием, можно сказать, расковывается).

## Символическая роль
В современной культуре наручники изображают символ несвободы, внешних непреодолимых ограничений. В политическом активизме — как символ угнетения каких-либо групп и ущемления прав. Если какое-либо международное событие происходит в авторитарной стране, активисты изготавливают визуальную продукцию, напоминающую о нарушении прав человека, где среди наиболее частых средств такого явления употребляются наручники.
Существует также понятие «золотые наручники». Это комплекс мер по удержанию ценных сотрудников, направленных на вынуждение сотрудника выплатить фирме крупную сумму при попытке уйти из фирмы. Например, требование выплаты всей суммы за обучение.
Тема наручников довольно популярна в западной (особенно американской) культуре.  В кино и фотографии активно эксплуатируется образ закованной в наручники  молодой женщины — «бандитки», «узницы», «рабыни», равно как и сексуальной женщины-полицейской, заковывающей парней в наручники. 
В массовой культуре наручники  имеют символическое значение, как атрибут власти и доминирования (наряду, например, с высокими каблуками или кнутом), если они в руках, (например у  доминирующей "госпожи" или женщины - полицейской) и атрибут несвободы, который всегда физически напоминает узнику о его статусе и всегда его сопровождают, ограничивая, как физически, так и символически - если они на руках.

## Применение наручников в ролевых играх и как предмета фетиша
Наручники активно применяются гражданами в различных сексуальных ролевых играх, поскольку их применение просто и не требует особых навыков (в отличие от связывания) и в отличие от неправильного связывания длительное нахождение в правильно застегнутых наручниках не может привести к небезопасным для здоровья последствиям. Наибольшее распространение получили в этом качестве современные копии старых наручников, таких как Darby, Hamburg-8 и Irish-8 по причине своей большей травмобезопасности по сравнению с современными полицейскими моделями.
В отличие от полицейского применения, где наручники используются, как мера, чтобы защитить окружающих от возможной агрессии преступника, в сексуальных ролевых играх, соглашаясь, чтобы его сковали наручниками участник  ролевой игры делегирует ведущую роль (и ответственность  за приятный для него результат)  своей партнерше, которая и управляет процессом, стараясь доставить своему "пленнику" удовольствие. В сексуальных практиках применение наручников происходит, как правило, по инициативе того, кого в них заковывают и как минимум, с его явного согласия. 
Кроме того они могут применяться и вне сексуальных практик, как предмет только фетиша - например, когда партнерша заковывает своего партнера на длительное время и он делает свои обычные домашние дела в наручниках, либо если она сковывает партнера наручниками демонстративно, на публике. В этом случае наручники играют, скорее, символическое значение, как атрибут покорности мужчины  доминирующей женщине.  
Для этой же цели фетиша производителями наручников (особенно в США) выпускаются отдельные, "лимитированные" подарочные серии наручников, украшенные гравировкой, либо богато инкрустированные драгоценными и полудрагоценными камнями и покрытые позолотой - представляющие скорее экстравагантное дамское украшение, нежели атрибут неволи.
Наручники, особенно раритетных или конструктивно необычных моделей, являются предметом коллекционирования.

## Международные производители
Страны, которые производят основную массу наручников на мировом рынке — это США, Тайвань, Испания, Великобритания, Китай, а с определенными оговорками — Германия. При этом во многих странах есть собственное производство наручников, полностью удовлетворяющее потребности собственных силовых структур в средствах ограничения подвижности и которые на экспорт, как правило, не поставляются. Под давлением правозащитных организаций Великобритания и Испания в начале 2000-х полностью прекратили выпуск кандалов на ноги (наножников), а ЕС запретил их экспорт за пределы ЕС. 
- Smith & Wesson (USA)
- Peerless Handcuff Company (USA)
- CTS Thompson (USA)
- Hiatt-Safariland (USA)
- ASP (USA)
- Clejuso (Germany)
- Yuil (South Korea)
- Anhua (China)
- Alcyon (Spain)
- TCH Limited (UK)
- KUB (Pakistan)
- New Season Ind. Corp. (Asia)